# Lestari Dadi
Lestari Dadi is een bestuurslaag in het regentschap Serdang Bedagai van de provincie Noord-Sumatra, Indonesië. Lestari Dadi telt 1337 inwoners (volkstelling 2010).